# U-180
| U-180 | U-180 | U-180 |
| --- | --- | --- |
| U 180 | | |
| | | |
| Трофейні німецькі підводні човни U-861 (на передньому плані), однотипний з U-180, та U-953 типу VII. Тронгейм. 19 травня 1945            | | |
| Верф | Deutsche Schiff- und Maschinenbau, AG Weser, Бремен | Deutsche Schiff- und Maschinenbau, AG Weser, Бремен |
| Під прапором | Третій Рейх | Третій Рейх |
| Належність | Крігсмаріне | Крігсмаріне |
| Порт приписки | Штеттін Кіль Ла-Паліс (Бордо) | Штеттін Кіль Ла-Паліс (Бордо) |
| Замовлення | 28 травня 1940 | 28 травня 1940 |
| Закладений | 25 лютого 1941 | 25 лютого 1941 |
| Спуск на воду | 10 грудня 1941 | 10 грудня 1941 |
| Введений до складу флоту | 16 травня 1942 | 16 травня 1942 |
| На службі | 1942—1944 | 1942—1944 |
| Загибель | Після 23 серпня 1944 року після виходу з Бордо зник безвісти у Біскайській затоці                                                                                        | Після 23 серпня 1944 року після виходу з Бордо зник безвісти у Біскайській затоці                                                                                        |
| Бойовий досвід | Друга світова війна Битва за Атлантику | Друга світова війна Битва за Атлантику |
| Проєкт | | |
| Тип ПЧ | великий океанський торпедний ДПЧ | великий океанський торпедний ДПЧ |
| Основні характеристики | | |
| Швидкість (надводна) | 20,8 вузла (38,5 км/год) | 20,8 вузла (38,5 км/год) |
| Швидкість (підводна) | 6,9 (12,8 км/год) | 6,9 (12,8 км/год) |
| Робоча глибина занурення | 100 м | 100 м |
| Гранична глибина занурення | 230 м | 230 м |
| Дальність плавання | 213 миль (394 км) на швидкості 4 вузли (7,4 км/год) (у підводному положенні) 12 750 морських миль (23 610 км на швидкості 10 вузлів (19 км/год) (у надводному положенні) | 213 миль (394 км) на швидкості 4 вузли (7,4 км/год) (у підводному положенні) 12 750 морських миль (23 610 км на швидкості 10 вузлів (19 км/год) (у надводному положенні) |
| Екіпаж | 55 офіцерів та матросів | 55 офіцерів та матросів |
| Розміри | | |
| Довжина найбільша (по КВЛ) | 87,58 м | 87,58 м |
| Ширина корпусу найб. | 7,50 м | 7,50 м |
| Висота | 10,2 м | 10,2 м |
| Середня осадка (по КВЛ) | 5,35 м | 5,35 м |
| Водотоннажність надводна | 1610 т | 1610 т |
| Водотоннажність підводна | 1799 т | 1799 т |
| Силова установка | | |
| Дизель-електрична: 2 дизельні двигуни Viertakt Dieselmotoren MB501 і 2 дизелі MWM RS34.5S 2 електродвигуни Siemens-Schuckert 2 GU 345/34 | | |
| Гвинти | 2 | 2 |
| Потужність | 2 × 4500 к.с. (дизелі) 2 × 740 к.с. (електродвигуни) | 2 × 4500 к.с. (дизелі) 2 × 740 к.с. (електродвигуни) |
| Озброєння | | |
| Артилерія | 1 × 105-мм палубна гармата SK C/32 | 1 × 105-мм палубна гармата SK C/32 |
| Торпедно- мінне озброєння | 4 носових і 2 кормових ТА; 24 торпеди або 48 мін TMA чи TMB | 4 носових і 2 кормових ТА; 24 торпеди або 48 мін TMA чи TMB |
| ППО | 1 × 37-мм зенітна гармата SKC/30 2 (1 × 2) × 20-мм зенітні гармати FlaK 30                                                                                               | 1 × 37-мм зенітна гармата SKC/30 2 (1 × 2) × 20-мм зенітні гармати FlaK 30                                                                                               |

U-180 — німецький великий океанський підводний човен типу IXD1, що входив до складу Військово-морських сил Третього Рейху за часів Другої світової війни. Закладений 25 лютого 1941 року на верфі Deutsche Schiff- und Maschinenbau, AG Weser у Бремені під будівельним номером 1020. Спущений на воду 10 грудня 1941 року, а 16 травня 1942 року корабель увійшов до складу ВМС нацистської Німеччини.

## Історія служби
U-180 належав до серії німецьких підводних човнів типу IXD1, великих океанських човнів, призначених діяти на морських комунікаціях противника на далеких відстанях у відкритому океані. Цей човен являв собою збільшену на 11 м версію базового варіанту типу IX. Радіус дії цього човна дещо зменшився, проте максимальна швидкість збільшилася — становила понад 20 вузлів. Досягти такої швидкості вдалося шляхом заміни стандартних дизелів фірми MAN на дизелі Viertakt Dieselmotoren MB501 фірми Daimler-Benz, які на той час встановлювали на торпедних катерах Крігсмаріне. Втім, на практиці дизельні двигуни MB501 мали значні вади й флотське керівництво, побудувавши тільки два екземпляри, U-180 і U-195, відмовилося від подальшого використання цих човнів.
16 травня 1942 року U-180 розпочав службу у складі 4-ї навчальної флотилії, а з 1 лютого 1943 року переведений до бойового складу 12-ї флотилії ПЧ. З лютого 1943 року і до серпня 1944 року U-180 здійснив 2 бойових походи в Атлантичний та Індійський океани, в яких провів 149 днів. Човен потопив 2 торгових судна (13 298 GRT).
20 серпня 1944 року U-180 вийшов у другий бойовий похід і на четвертий день після виходу з Бордо зник безвісти у Біскайській затоці із усім екіпажем у 56 людей.

## Командири
- Фрегаттен-капітан Вернер Музенберг (16 травня 1942 — 4 січня 1944)
- Оберлейтенант-цур-зее резерву Гаральд Ланге (жовтень — 7 листопада 1943)
- Оберлейтенант-цур-зее Рольф Різен (2 квітня — 23 серпня 1944)

## Перелік уражених U-180 суден у бойових походах
| №                                                    | Дата           | Командир ПЧ              | Назва  | Тип                | Належність          | Водотоннажність (брт) | Вантаж                                                                       | Конвой | Результат та координати                                                | Наслідки атаки для екіпажу     | Прим. |
| ---------------------------------------------------- | -------------- | ------------------------ | ------ | ------------------ | ------------------- | --------------------- | ---------------------------------------------------------------------------- | ------ | ---------------------------------------------------------------------- | ------------------------------ | ----- |
| Перший похід (09.02—03.07.1943, 145 діб; Кіль—Бордо) |                |                          |        |                    |                     |                       |                                                                              |        |                                                                        |                                |       |
| 1                                                    | 18 квітня 1943 | KrvKpt. Вернер Музенберг | Corbis | танкер             | Велика Британія     | 8 132                 | 13,1 тис. тонн дизельного палива і 50 тонн авіаційного спирту                |        | потоплений 34°56′ пд. ш. 34°03′ сх. д. / 34.933° пд. ш. 34.050° сх. д. | 60 (50 загинули та 10 вціліли) |       |
| 2                                                    | 3 червня 1943  | KrvKpt. Вернер Музенберг | Boris  | суховантажне судно | Грецьке королівство | 8 132                 | 2975 тонн генеральних вантажів, включаючи боксити, рицину та деревину тополі |        | потоплено 07°14′ пд. ш. 18°41′ зх. д. / 7.233° пд. ш. 18.683° зх. д.   | 37 (усі вціліли)               |       |